# راميزيتو
راميزيتو (بالإيطالية: Ramiseto)‏ هي بلدية في مقاطعة ريدجو إميليا في إقليم إميليا رومانيا الإيطالي.

## السكان
في سنة 1861 بلغ عدد السكان 2٬736 نسمة، وتطور العدد ليصل في سنة 2011 لـ 1٬290 نسمة.
يظهر هذا المخطط البياني تطور النمو السكاني لـ راميزيتو